# Globipes schultzei
Espèce
Globipes schultzei est une espèce d'opilions eupnois de la famille des Globipedidae.

## Distribution
Cette espèce est endémique du Guerrero au Mexique. Elle se rencontre vers Malinaltepec.

## Description
Le mâle syntype mesure 3 mm et la femelle syntype 4 mm.

## Systématique et taxinomie
Cette espèce a été décrite par Roewer en 1932.

## Étymologie
Cette espèce est nommée en l'honneur de Leonhard Schultze-Jena.

## Publication originale
- Roewer, 1932 : « Einige Opilioniden aus Mexico. » Sitzungsberichte der Gesellschaft Naturforschender Freunde zu Berlin, vol. 1932, p. 270–272.